# Scooter (lied)
Scooter is een lied van de Nederlandse rapper Yssi SB in samenwerking met rappers Qlas & Blacka, Ashafar en ADF Samski. Het werd in 2020 als single uitgebracht en stond in hetzelfde jaar als tiende track op het album Nooit gedacht van Yssi SB. 

## Achtergrond
Scooter is geschreven door Kevin Goedhart, Samir Plasschaert, Zakaria Abouazzaoui, Cheneydo Zunder, Luciana Jafari Mehrabady en Ychano Hunt en geproduceerd door Oath. Het is een nummer uit het genre nederhop. In het lied blikken de liedverteller terug op het leven voordat ze rapper waren en vertellen ze de dingen die ze toen op straat deden. In de videoclip zijn de artiesten te zien terwijl ze rijden op scooters. Het lied werd bij radiozender NPO FunX uitgeroepen tot Dixte track van de week. De single heeft in Nederland de gouden status.
Het is de eerste keer dat alle artiesten tegelijkertijd op een track te horen zijn en ook de eerste keer dat de artiesten onderling een hitsingle hebben. 

## Hitnoteringen
De artiesten hadden succes met het lied in Nederland. Het piekte op de eerste plaats van de Single Top 100 en stond twee weken op deze positie. In totaal stond het tien weken in deze hitlijst. De Top 40 werd niet bereikt; het lied bleef steken op de eerste plaats van de Tipparade. Ook in de Vlaamse Ultratop 50 was er geen notering. Het kwam hier tot de derde plaats van de Ultratip 100.